# San Lorenzo de Calatrava
San Lorenzo de Calatrava è un comune spagnolo di 231 abitanti situato nella comunità autonoma di Castiglia-La Mancia.